# Hertz Studio
Hertz Studio, właśc. Hertz Recording Studio Wiesławski – polskie studio realizacji dźwiękowej i nagraniowej, zlokalizowane w Białymstoku przy ul. Andrzeja Struga 9. Łączna powierzchnia studia wynosi 325 m², na które składają się: pomieszczenie do nagrań, pomieszczenie masteringowe, reżyserka oraz pomieszczenia socjalne. Działalność obiektu w 1999 roku zainicjowali bracia Wojciech i Sławomir Wiesławscy, którzy są realizatorami oraz producentami nagrań muzycznych. Od początku XXI w. studio cieszy się dużą popularnością wśród polskich zespołów z nurtu black, thrash i death metal, a także w mniejszym stopniu zespołów rosyjskich.
Od 2005 roku z braćmi Wiesławskimi regularnie współpracuje grupa Vader. Formacja nagrała w Białymstoku takie wydawnictwa jak: minialbum The Art of War (2005), kompilację XXV (2008), oraz albumy Impressions in Blood (2006) i Necropolis (2009), oba nominowane do nagrody Fryderyk. W lutym 2010 roku bracia Wiesławscy uzyskali nominację do Fryderyka w kategorii produkcja muzyczna roku za płytę Evangelion zespołu Behemoth.
Produkcje muzyczne w studio zrealizowały ponadto takie grupy muzyczne jak: Abused Majesty, Dead Infection, Azarath, Asgaard, Stillborn, Crionics, Devilyn, Dies Irae, Dissenter, Hate, Hell-Born, Hermh, Sceptic, Squash Bowels, Pyorrhoea, Trauma, Pidżama Porno, Witchmaster, Virgin Snatch, Naumachia oraz Lost Soul.